# Afroligusticum
Afroligusticum là chi thực vật có hoa trong họ Apiaceae.